# Austrolimnophila analis
Austrolimnophila analis là một loài ruồi trong họ Limoniidae. Chúng phân bố ở miền Cổ bắc.